# Коноваленко Андрій Валерійович
Коноваленко Андрій Валерійович  (нар. 2 лютого 1997 року, м. Стаханов (нині Кадіївка), Луганська область, Україна) - переможець Intel-Техно Україна (2013), учасник Microsoft Imagine Cup (2013) і Sikorsky Challenge (2014), автор проекту CamTouch, співзасновник соціального проекту Open World, який розробляє ІТ-систему, що допомагає людям з вадами зору орієнтуватись в інфраструктурі сучасних міст; співавтор курсу «Мова C# та платформа .NET» та методичних матеріалів; співавтор курсу «WEB-розробка з ASP.NET» та методичних матеріалів; співавтор курсу «Основи програмування» та методичних матеріалів.

## Життєпис
Народився в Стаханові (Україна) в сім'ї приватних підприємців Олени та Валерія Коноваленко. Батьки за освітою економісти: батько закінчив у 1995 році Східноукраїнський національний університет імені Володимира Даля, мати у 1992 закінчила Брянківський технолого-економічний технікум.
Навчався у Стахановській багатопрофільній гімназії №15. Але знання із програмування отримав у Стахановській гімназії №7 завдяки заняттям із Людмилою Булигіною. Вже в 10 класі, під час підготовки до ЗНО. у Андрія виникла ідея перевести конспекти у цифровий вигляд. Для цього потрібно було створити програму, яка б відстежувала рух ручки, обробляла та відцифровувала текст. Андрій написав її та залучив до своїх цілей вебкамеру. Згодом зрозумів, що сфера застосування ідеї може бути значно ширша і почав розробку аналога мультимедійної дошки.
У 2014 році вступив до КПІ ім. Сікорського на Факультет інформатики й обчислювальної техніки. Вже будучи студентом Андрій  взяв участь у фестивалі інноваційних проектів і стартапів Sikorsky Challenge. В результаті розробкою зацікавився фонд Noosphere і виділив грант на створення першої партії нового пристрою для тестування українськими вчителями.
У 2018 році вступив на Факультет суспільних наук до Українського католицького університету. Наразі продовжує навчання.

## CamTouch
CamTouch - це пристрій, що дозволяє перетворити будь-який проектор чи монітор на інтерактивну дошку, якою можна керувати за допомогою спеціальних стилусів.
Історія CamTouch почалась ще у 2012 році, коли учень 10-го класу Андрій Коноваленко зібрав перший комплект. Довго не вагаючись він подав заявку на участь у всеукраїнському конкурсі від Microsoft, посів на ньому 1 місце та відправився до Фініксу (штат Арізона, США) змагатися на міжнародному етапі  Intel-Техно [Архівовано 31 січня 2020 у Wayback Machine.], де посів 4 місце. Ця поїздка неабияк надихнула школяра. Після неї Андрій ні на день не полишає роботу над проектом CamTouch, постійно вдосконалюючи та покращуючи його.
З 2018 року CamTouch почали тестувати вчителі українських шкіл в навчальних умовах, надаючи поради для покращення приладу.
З 2019 року CamTouch почали закуповувати у школи завдяки реформі від Міністерства освіти і науки України - Нова українська школа. На сьогодні інтерактивними комплектами обладнано більше 250 навчальних класів в Україні.
В 2019 році CamTouch отримав свідоцтво від МОН (Міністерство освіти і науки Укріїни) та ІМЗО (Інститут модернізації змісту освіти) про відповідність педагогічним вимогам, а також підповідність реформі НУШ (Нова українська школа)

## ЗМІ про Коноваленко
- Эра ТВ, Переможець Інтел-Техно Україна [Архівовано 8 березня 2013 у Wayback Machine.]
- 16-річний школяр представить Україну у всесвітньому фіналі конкурсу Microsoft Imagine Cup [Архівовано 31 січня 2020 у Wayback Machine.]
- 16-РІЧНИЙ УКРАЇНСЬКИЙ ШКОЛЯР ВРАЗИВ MICROSOFT СВОЇМ ВИНАХОДОМ [Архівовано 31 січня 2020 у Wayback Machine.]
- Винаходом хлопця з Луганщини зацікавилися у Microsoft [Архівовано 31 січня 2020 у Wayback Machine.]
- «Технічний» шлях до успіху Андрія Коноваленка [Архівовано 31 січня 2020 у Wayback Machine.]
- «Украина перспективна в сфере программирования», - Коноваленко [Архівовано 31 січня 2020 у Wayback Machine.]
- Гордість України - АНДРІЙ КОНОВАЛЕНКО [Архівовано 29 листопада 2019 у Wayback Machine.]
- Андрей Коноваленко: «Изменить образование может преподаватель, а CamTouch — доступный инструмент для этого» [Архівовано 31 січня 2020 у Wayback Machine.]
- Андрій Коноваленко розповідає, як в 16 років розробив пристрій, що перетворює будь-яку поверхню в інтерактивну, і взяв участь в престижному конкурсі Microsoft [Архівовано 31 січня 2020 у Wayback Machine.]
- Зроблено в Україні: CAMTOUCH [Архівовано 15 жовтня 2020 у Wayback Machine.]
- Десятиклассник изобрел альтернативу интерактивной доске. Сегодня оборот стартапа CamTouch – миллион гривен в год [Архівовано 27 квітня 2019 у Wayback Machine.]
- "Я змінюю Україну". Як я зробив бізнес зі шкільного проєкту [Архівовано 3 травня 2021 у Wayback Machine.]
- CamTouch [Архівовано 31 січня 2020 у Wayback Machine.]
- Open World - унікальний український стартап для незрячих людей [Архівовано 31 січня 2020 у Wayback Machine.]